# Wierzba (Ruciane-Nida)
Wierzba [ˈvjɛʐba] (deutsch Wiersba, 1938–1945 Beldahnsee) ist ein zur Gemeinde Ruciane-Nida zählendes Dorf im südöstlichen Masuren in der polnischen Woiwodschaft Ermland-Masuren, Powiat Piski.

## Geographische Lage
Das Dorf befindet sich 21 Kilometer nordwestlich der Kreisstadt Pisz (deutsch Johannisburg) am östlichen Ufer des Bełdany (deutsch Beldahnsee).

## Geschichte

Ufer von Wierzba von der Fähre aus

Das Dorf Wiersba wurde vermutlich erst im 18. Jahrhundert gegründet. Der Name des Ortes leitet sich aus dem Polnischen wierzba für Weidenbaum ab.
Bis 1905 gehörte Wiersba zum Regierungsbezirk Gumbinnen, danach zum Regierungsbezirk Allenstein.
1938 wurde im Zuge der Eindeutschung von masurischen Ortsnamen das damalige Wiersba in Beldahnsee nach dem anliegenden Gewässer umbenannt.
Am 27. Januar 1945 erreichte die Rote Armee Beldahnsee, dessen Zivilbevölkerung kurz zuvor nahezu vollständig evakuiert wurde.
Nach Ende des Zweiten Weltkrieges 1945 fiel das zum Deutschen Reich (Ostpreußen) gehörende Beldahnsee an Polen. Die ansässige deutsche Bevölkerung wurde, soweit sie nicht geflüchtet war, nach 1945 größtenteils vertrieben und durch Neubürger aus anderen Teilen Polens ersetzt. Der Ort wurde in Wierzba zurück- bzw. umbenannt.
Von 1975 bis 1998 gehörte Wierzba zur damaligen Woiwodschaft Suwałki, kam dann 1999 zur neu gebildeten Woiwodschaft Ermland-Masuren.

## Kirche
Wiersba (Beldahnsee) war vor 1945 in die evangelische Dorfkirche Weissuhnen in der Kirchenprovinz Ostpreußen der Kirche der Altpreußischen Union sowie in die römisch-katholische Kirche Sensburg im Bistum Ermland eingepfarrt. Zur Dorfkirche Wejsuny sind heute die evangelischen Einwohner orientiert. Sie ist heute Filialkirche der Pfarrei Pisz (Johannisburg) in der Diözese Masuren der Evangelisch-Augsburgischen Kirche in Polen. Die katholischen Einwohner gehören zur Pfarrei ikn Ruciane Nida im Bistum Ełk der Römisch-katholischen Kirche in Polen.

## Verkehr und Infrastruktur
In Wierzba gibt es eine Tarpan-Pferdezucht sowie ein Hotel des Akademischen Segelklubs von Warschau.

## Fähre Ruciane-Nida–Wierzba

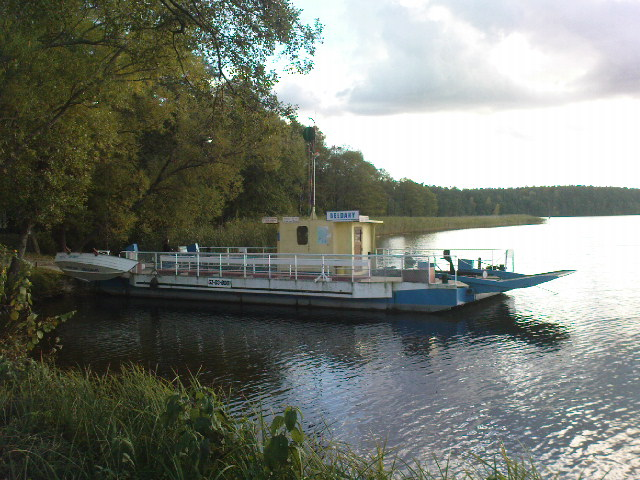
Fähre Bełdany in Wierzba

Von  Ruciane-Nida führt eine Nebenstraße bis direkt nach Wierzba. Darüber hinaus verbindet Wierzba eine Autofähre mit dem Westufer des Bełdany, die eine kurze Verbindung nach Mikołajki (deutsch Nikolaiken) bietet und in der 1988 erschienenen Autobiographie „Kindheit in Ostpreußen“ von Marion Gräfin Dönhoff Erwähnung fand.